# Kettes szánkó az 1994. évi téli olimpiai játékokon
Az 1994. évi téli olimpiai játékokon a szánkó kettes versenyszámát február 18-án rendezték Hunderfossenben. Az aranyérmet az olasz Kurt Brugger, Wilfried Huber összeállítású páros nyerte meg. A versenyszámban nem vett részt magyar páros.

## Eredmények
A verseny két futamból állt. A két futam időeredményének összessége határozta meg a végső sorrendet. Az időeredmények másodpercben értendők. A futamok legjobb időeredményei vastagbetűvel olvashatóak.
| Helyezés | Csapat                                                        | 1.       | 2.     | Össz.    |
| -------- | ------------------------------------------------------------- | -------- | ------ | -------- |
| Arany    | Olaszország (ITA)-1 · Kurt Brugger · Wilfried Huber           | 48,348   | 48,372 | 1:36,720 |
| Ezüst    | Olaszország (ITA)-2 · Hansjörg Raffl · Norbert Huber          | 48,274   | 48,495 | 1:36,769 |
| Bronz    | Németország (GER)-1 · Stefan Krauße · Jan Behrendt            | 48,364   | 48,581 | 1:36,945 |
| 4.       | Egyesült Államok (USA)-1 · Mark Grimmette · Jonathan Edwards  | 48,617   | 48,672 | 1:37,289 |
| 5.       | Egyesült Államok (USA)-2 · Chris Thorpe · Gordon Sheer        | 48,571   | 48,725 | 1:37,296 |
| 6.       | Románia (ROU) · Ioan Apostol · Liviu Cepoi                    | 48,647   | 48,676 | 1:37,323 |
| 7.       | Oroszország (RUS)-1 · Albert Gyemcsenko · Alekszej Zelenszkij | 48,655   | 48,822 | 1:37,477 |
| 8.       | Kanada (CAN) · Bob Gasper · Clay Ives                         | 48,899   | 48,792 | 1:37,691 |
| 8.       | Ukrajna (UKR) · Ihor Urbanszkij · Andrij Muhin                | 48,728   | 48,963 | 1:37,691 |
| 10.      | Ausztria (AUT) · Tobias Schiegl · Markus Schiegl              | 48,802   | 48,893 | 1:37,695 |
| 11.      | Lettország (LAT)-1 · Aivis Švāns · Roberts Suharevs           | 48,949   | 48,918 | 1:37,867 |
| 12.      | Lettország (LAT)-2 · Juris Vovčoks · Dairis Leksis            | 49,014   | 49,201 | 1:38,215 |
| 13.      | Svédország (SWE) · Hans Kohala · Carl-Johan Lindqvist         | 48,970   | 49,268 | 1:38,238 |
| 14.      | Németország (GER)-2 · Steffen Skel · Steffen Wöller           | 49,217   | 49,091 | 1:38,308 |
| 15.      | Oroszország (RUS)-2 · Anatolij Bobkov · Gennagyij Beljakov    | 49,296   | 49,384 | 1:38,680 |
| 16.      | Lengyelország (POL) · Leszek Szarejko · Adrian Przechewka     | 49,104   | 49,800 | 1:38,904 |
| 17.      | Grúzia (GEO) · Levan Tibilov · Kaha Vahtangisvili             | 49,880   | 49,504 | 1:39,384 |
| 18.      | Japán (JPN) · Szaszaki Acusi · Szaszaki Júdzsi                | 50,782   | 49,342 | 1:40,124 |
| 19.      | Bulgária (BUL) · Ilko Karacsolov · Ivan Karacsolov            | 50,936   | 50,827 | 1:41,763 |
| –        | Norvégia (NOR) · Harald Rolfsen · Lars-Marius Waldal          | kizárták | –      | kizárták |